# Tào Sơn
Tào Sơn là một xã thuộc huyện Anh Sơn, tỉnh Nghệ An, Việt Nam.
Xã Tào Sơn có diện tích 20,47 km², dân số năm 1999 là 4.864 người, mật độ dân số đạt 238 người/km².